# Sadyr Japarov
Sadyr Japarov (kirghize : Садыр Жапаров, /sɑdɯr d͡ʒɑpɑrov/), né le 6 décembre 1968 à Kensuu en RSS kirghize, est un homme d'État kirghiz. Il est Premier ministre du 6 octobre 2020 au 21 janvier 2021 et président de la République par intérim du 15 octobre au 14 novembre 2020, puis président de la République depuis le 28 janvier 2021.
Après son arrivée au pouvoir dans le contexte des manifestations de 2020 au Kirghizistan, puis à son élection comme président de la République, il fait passer le pays d'un régime parlementaire à un régime présidentiel, ce qui provoque des manifestations opposées au projet, puis à la mise en place d'un régime autoritaire où la presse, la société civile et les opposants sont réprimés.

## Biographie

### Jeunesse et formation
Japarov est diplômé de l'Institut d'État kirghiz de la culture physique en 1991 avant de travailler dans le secteur pétrolier.

### Parcours politique

#### Député
En 2005, il est élu au Parlement avec le parti Kelechek. Il est réélu en 2007 sous l'étiquette du parti présidentiel Ak Jol (en). Après la révolution de 2010, il est réélu, cette fois sous l'étiquette d'Ata-jourt où il devient rapidement l'un des membres les plus influents.
En 2012, il devient président du groupe parlementaire Ata-jourt. Le 3 octobre 2012, Kamtchybek Tachiev, Sadyr Japarov et Talant Mamytov organisent une manifestation à l'extérieur du parlement pour réclamer la nationalisation de la mine de Kumtor. Ils sont arrêtés dans la foulée. Le 29 mars 2013, il est condamné à un an et demi de prison. Le 17 juin 2013, le tribunal de seconde instance relaxe les trois prévenus. Le 6 août, la Cour suprême les condamne à un an et demi de prison. Ayant déjà purgé une partie de la peine, ils sont libérés. Le 20 août 2013, il est déchu de son mandat de député par la commission électorale.

#### Exil
En 2015, alors qu'il est en exil en Pologne, il rejoint Mekentchil, qu'il dirige jusqu'en 2017. Il vit ensuite entre Chypre, le Kazakhstan, la Russie et la Turquie.

#### Emprisonnement
En mars 2017, à son retour d'exil, il est arrêté, accusé d'être le commanditaire de la prise d'otage du gouverneur de Karakol en octobre 2013, alors qu'il se trouvait à l'extérieur du pays,. Il déclare que son arrestation est motivée politiquement. En avril 2017, il est retrouvé mutilé dans sa cellule dans ce qui est perçu comme une forme de protestation. En août 2017, il est condamné à onze ans et demi de prison.
La même année, sa candidature à l'élection présidentielle kirghize de 2017 est invalidée.
Pendant sa détention, il perd son père en octobre 2017, sa mère en 2019 et son fils dans un accident de la route la même année à l'âge de 27 ans,.

#### Élections législatives de 2020
Il est à la tête de Mekenchil qui présente une liste pour les élections législatives du 4 octobre 2020, mais qui n'obtient aucun siège au Conseil suprême. Le parti manque ainsi de peu la barre des 7 % et d'obtenir ainsi des députés.

#### Premier ministre

##### Par intérim
Les résultats du scrutin débouchent sur des manifestations au cours desquelles, le 6 octobre, Japarov est libéré et désigné Premier ministre par intérim par le Parlement,. Ses partisans proposent de le nommer président en remplacement de Sooronbay Jeenbekov. Sa nomination est cependant contestée par le Conseil de coordination. Il déclare que la Cour suprême l'a acquitté dans la foulée, mais ces informations sont démenties quelques jours plus tard.
Il annonce l'organisation d'élections législatives dans les deux à trois mois.
Le 10 octobre 2020, le Parlement se réunit à nouveau et approuve le gouvernement de Japarov à l'unanimité. Le poste de président du Parlement étant vacant, il doit assurer l'intérim à la tête de l'État à la suite de la démission prochaine du président Jeenbekov. L'ascension de Japarov est néanmoins vue d'un mauvais œil par certains observateurs qui voient dans la nomination d'un homme emprisonné pour enlèvement d'un fonctionnaire une montée du pouvoir criminel au Kirghizistan. L'élection de Japarov est cependant contestée par une partie des députés. Almazbek Baatyrbekov a été nommé Premier ministre par intérim par le président Jeenbekov. Le décret de nomination de Japarov est envoyé le 13 octobre au président pour signature. Celui-ci le retourne au Parlement.
Peu après son élection, il propose une réforme constitutionnelle avant la tenue d'élections législatives et présidentielle.

##### De plein exercice
Sa désignation est de nouveau approuvée par le Parlement le 14 octobre et le président signe son décret de nomination dans la foulée. Selon David Gaüzere, chercheur associé de l’Institut de recherche Montesquieu et spécialiste du pays, « le choix de Sooronbaï Jeenbekov est stratégique. Pour Jeenbekov, mettre en avant Japarov, issu du nord, donne une bonne image du pays à la communauté internationale. Il présente une égalité trompeuse entre le président et le Premier ministre. Japarov est issu du nord du Kirghizistan, et Jeenbekov du sud ; or, le pays est fracturé entre ces deux régions. Nommer Japarov Premier ministre, c’est renvoyer un symbole d’unité ».
Alors que Japarov réclame sa démission immédiate, le président Sooronbay Jeenbekov annonce qu'il ne quittera son poste qu'après la tenue des nouvelles législatives,. Il démissionne finalement le lendemain.

#### Président de la République

##### Par intérim
Dans la soirée du 15 octobre, arguant que le président du Parlement a décliné le poste, il annonce assurer l'intérim à la tête de l'État. Le lendemain, il se rend au Parlement en compagnie de son prédécesseur pour proposer des législatives en décembre.
Il annonce ensuite vouloir se présenter à la prochaine élection présidentielle kirghize si la Constitution est modifiée de façon à lui permettre de participer au scrutin. 

##### Élection présidentielle de 2021

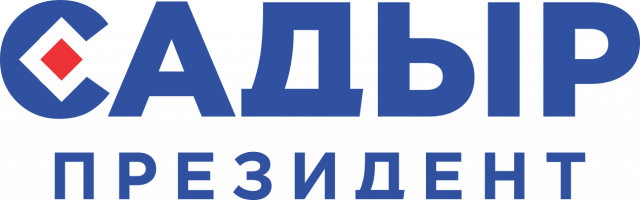
Logo de la campagne électorale de Japarov.

Il démissionne le 14 novembre pour pouvoir se présenter et se place en retrait de ses fonctions de Premier ministre,.
Le scrutin est une large victoire pour Japarov, qui l'emporte dès le premier tour,. Après son élection, il annonce des législatives pour le mois de mai. Il déclare par la suite que « la minorité doit se soumettre à la majorité » et une « dictature de la loi » alors que la mission d'observation de l'OSCE note une inégalité des chances des candidats,.

##### Transition et investiture
Peu après la présidentielle, deux candidats malheureux, Abdil Seguizbaïev, ancien chef des services de sécurité en 2017 et Koursan Assanov, ancien ministre de l'Intérieur en octobre 2020, sont arrêtés, de même que l'ancien Premier ministre Muhammetkaly Abulgazev.
Le 21 janvier, Japarov démissionne de la tête du gouvernement. L'investiture a lieu le 28 janvier suivant,, en présence notamment de son prédécesseur Sooronbay Jeenbekov et de l'ex-présidente Roza Otounbaïeva.
Le processus de formation du nouveau gouvernement débute le 1er février 2021. Le Premier ministre par intérim Artem Novikov ou Kamtchybek Tachiev sont cités pour le diriger. La coalition au pouvoir choisit finalement Ulukbek Maripov.

##### Nouvelle Constitution et dérive autoritaire
Fin 2020, il propose une série d'amendements constitutionnels visant à renforcer les pouvoirs du président en faisant passer le pays d'un régime parlementaire à un régime présidentiel, ainsi qu'à supprimer la limitation à un seul mandat présidentiel de six ans,. La proposition d'amendement provoque des manifestations dans le pays.
Le jour même de la présidentielle de janvier 2021 qui voit l'élection de Japarov, un référendum a lieu sur la nature du système politique, présidentiel ou parlementaire. L'option d'un passage à un régime présidentiel l'emporte à une large majorité, validé par le taux de participation, qui franchit de peu le quorum exigé,. Peu après son élection, celui-ci annonce que la nouvelle constitution sera rédigée dans les deux mois, puis soumise au référendum.
Le 25 janvier 2021, le texte est présenté par la Convention constitutionnelle au Parlement. L'assemblée vote le projet le 11 mars par 94 voix pour, six contre et vingt abstentions, et fixe sa mise à référendum au 11 avril suivant. Le vote franchit la majorité qualifiée des deux tiers requise.
La nouvelle constitution est approuvée à une large majorité. Malgré un faible taux de participation, celui-ci dépasse le quorum de 30 % requis. Les résultats définitifs sont alors attendus d'ici le 2 mai. Le président Sadyr Japarov signe son entrée en vigueur le 5 mai.
Sa présidence connaît alors un tournant autoritaire alors que Japarov partage le pouvoir avec Kamtchybek Tachiev. La société civile, les journalistes et les opposants sont réprimés et arrêtés. De même, le pluralisme subit une érosion dans les médias et les partis politiques, alors qu'une loi sur les agents de l'étranger, inspirée de la loi russe, est adoptée en 2024. La même année, une loi restreignant la liberté de la presse est également adoptée. De même, des proches familiaux de Japarov sont nommés à la tête d'institutions politiques et économiques, et le régime est comparé à celui de Kourmanbek Bakiev, renversé par la révolution kirghize de 2010, et à celui de Vladimir Poutine. Alors que le pays disposait jusqu'à présent de médias et d'une société civile dynamiques, le régime ordonne la fermeture du média indépendant Kloop. Le tournant répressif est dénoncé par Amnesty International.

##### Soutien du groupe PMC Wagner
Lors de l'élection présidentielle de 2020, Japarov, selon une enquête de Kloop (partenaire kirghize de l'OCCRP), a bénéficié du soutien de stratèges politiques russes liés à Evgueni Prigojine, fondateur de la société militaire privée Wagner, Parmi eux figuraient Alexandre Malkevitch, Alexandre Seravine et Piotr Bychkov, deux alliés de Wagner en Afrique et Syrie ainsi que le vice-gouverneur de l'oblast de Pskov, tous trois sous sanctions américaines[réf. nécessaire].
Sur les photographies publiées par Kloop, les stratèges politiques sont photographiés avec Sadyr Japarov et la présidente de la Commission électorale centrale du Kirghizistan, Nourjane Shaildabekova. Selon plusieurs enquêtes, ces individus auraient également participé à des campagnes d'ingérence dans les affaires intérieures d'autres pays, notamment lors des élections aux États-Unis et au Kirghizistan. Malkevich aurait ouvertement appelé à la répression de la société civile kirghize,.
Après la publication de l'enquête, les autorités kirghizes ont bloqué le site web Kloop dans le pays, et la journaliste Leyla Saralaeva, qui avait publié les informations, a été contrainte de quitter le Kirghizistan sous la menace et la pression,. En 2024, l'émergence d'une société militaire privée, la Légion Noire, a été constatée au Kirghizistan.